# Ugartové

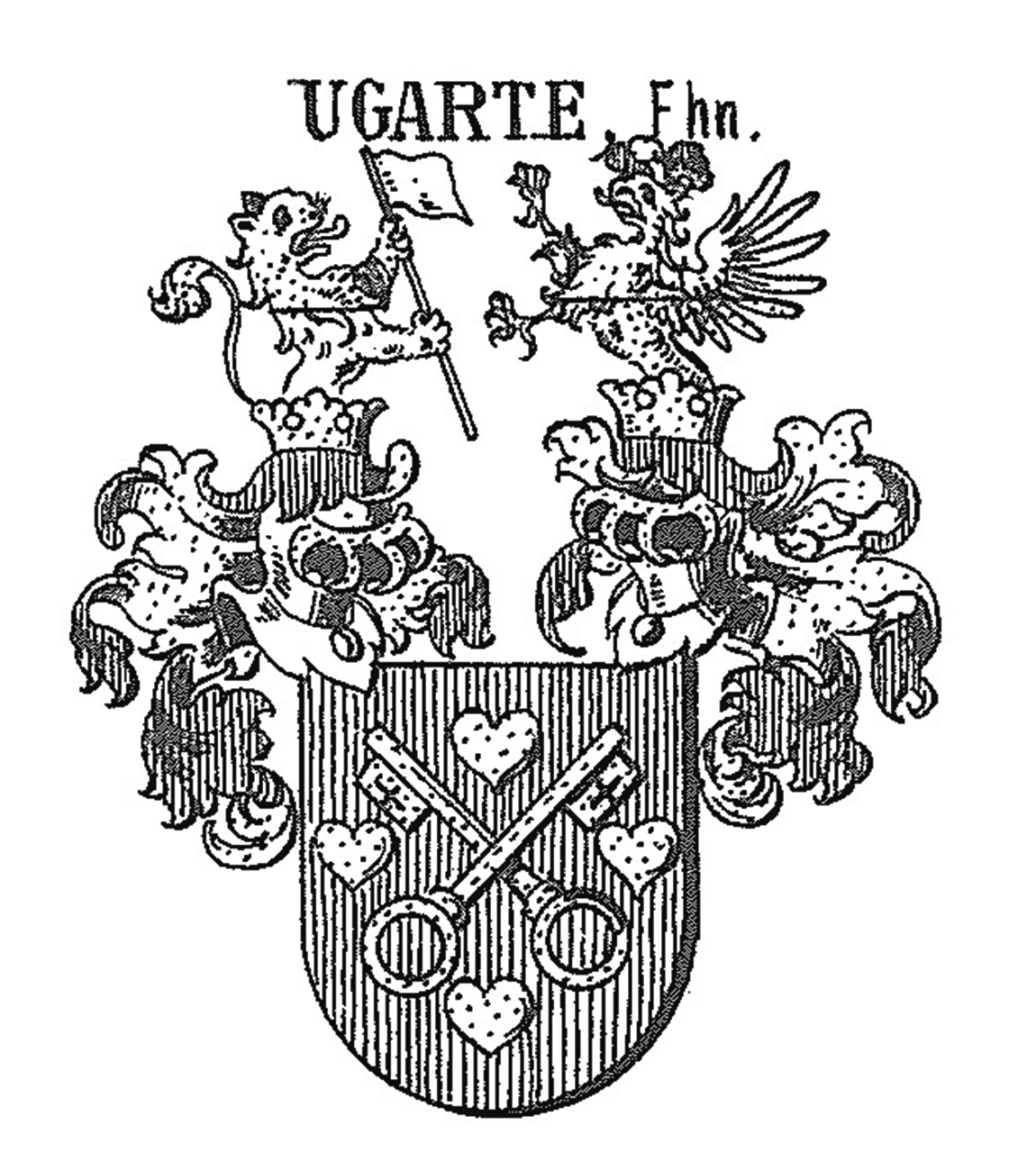
Rodový erb

Ugartové byli původem španělský šlechtický rod, od 17. století dlouhodobě usazený na Moravě, v roce 1676 jim byl udělen titul říšských hrabat. Původně jim patřily rozsáhlé pozemky na Vysočině (Velké Meziříčí), později se na 150 let usadili na Znojemsku na jižní Moravě (Jevišovice). Na přelomu 18. a 19. století vzešly z rodu významné osobnosti v oblasti státní správy habsburské monarchie, se jménem Ugarte je spojen i vznik slavného dostihu Velká Pardubická. Rod vymřel v roce 1875.

## Příchod Ugartů do českých zemí
Rod Ugarte měl původ v provincii Baskicko v severním Španělsku a od 16. století se připomíná v šlechtickém stavu. Za třicetileté války se do vojenských služeb v habsburské monarchii dostal Petr Ugarte (1620–1681), který později dosáhl hodnosti generála a stal se i členem dvorské vojenské rady. V roce 1654 byl povýšen do stavu říšských svobodných pánů, kromě vlastních zásluh v tom sehrály roli i vazby na dvorskou šlechtu, které získal o rok dříve sňatkem s Eleonorou Kateřinou z Werdenbergu (1630–1660). Od roku 1662 byl majitelem statků Budíškovice a Červený Hrádek na Dačicku, které ovšem později prodal, když mezitím v roce 1676 zakoupil za 138 000 zlatých rozsáhlé panství Velké Meziříčí. Druhou manželkou Petra Ugarte byla hraběnka Terezie Eleonora Žďárská ze Žďáru (1639-1705), která po ovdovění proslula jako iniciátorka výstavby poutního místa na Homoli ve východních Čechách.

## Dějiny rodu v 18. a 19. století

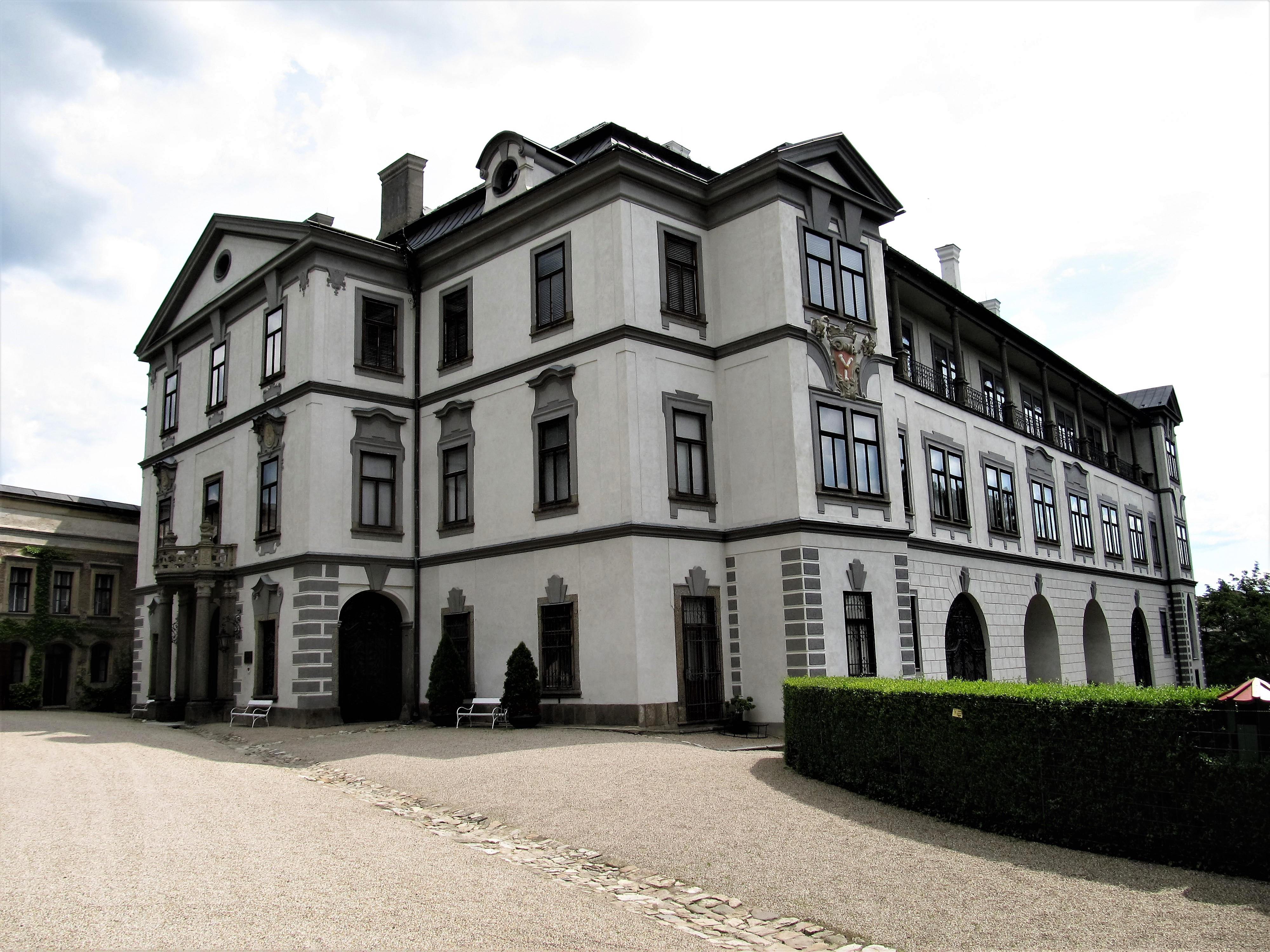
Zámek Velké Meziříčí, sídlo Ugartů v 17. a 18. století

Petr Ugarte měl ze dvou manželství celkem osm dětí, ze synů se jako jediný dospělého věku dožil Arnošt František Dominik (1658–1715), který v roce 1713 dosáhl potvrzení hraběcího stavu dědičně. Proslul především četnými spory, které vedl s měšťany ve Velkém Meziříčí. Byl celkem čtyřikrát ženat, přičemž tři z jeho manželek pocházely ze starobylých českých rodin (Eva Eleonora Lažanská z Bukové, Marie Magdalena Kustošová ze Zubří, Marie Rebeka z Bubna a Litic). Arnoštův dědic Jan Nepomuk (1707–1756) byl přísedícím zemského soudu v Brně a v roce 1729 k Velkému Meziříčí přikoupil sousední panství Stránecká Zhoř.
Jan Nepomuk Ugarte v souvislosti se sňatkem s hraběnkou Vilemínou de Souches (1716–1792), spoludědičkou panství Jevišovice na Znojemsku, podnikl zásadní zásah do dějin rodového majetku. V roce 1735 za 638 000 zlatých prodal Velké Meziříčí se Stráneckou Zhoří a následně vykoupil dědický podíl sestry své manželky na Jevišovicích, podařilo se mu i zbavit dluhů. Součástí dědictví po rodu de Souches byl i dům na Horním náměstí ve Znojmě (dodnes známý jako Ugartův palác), který za Jana Nepomuka prošel velkorysou barokní přestavbou, kromě toho byl zakoupen i dům v Brně, takže opět došlo k zadlužení rodového majetku.

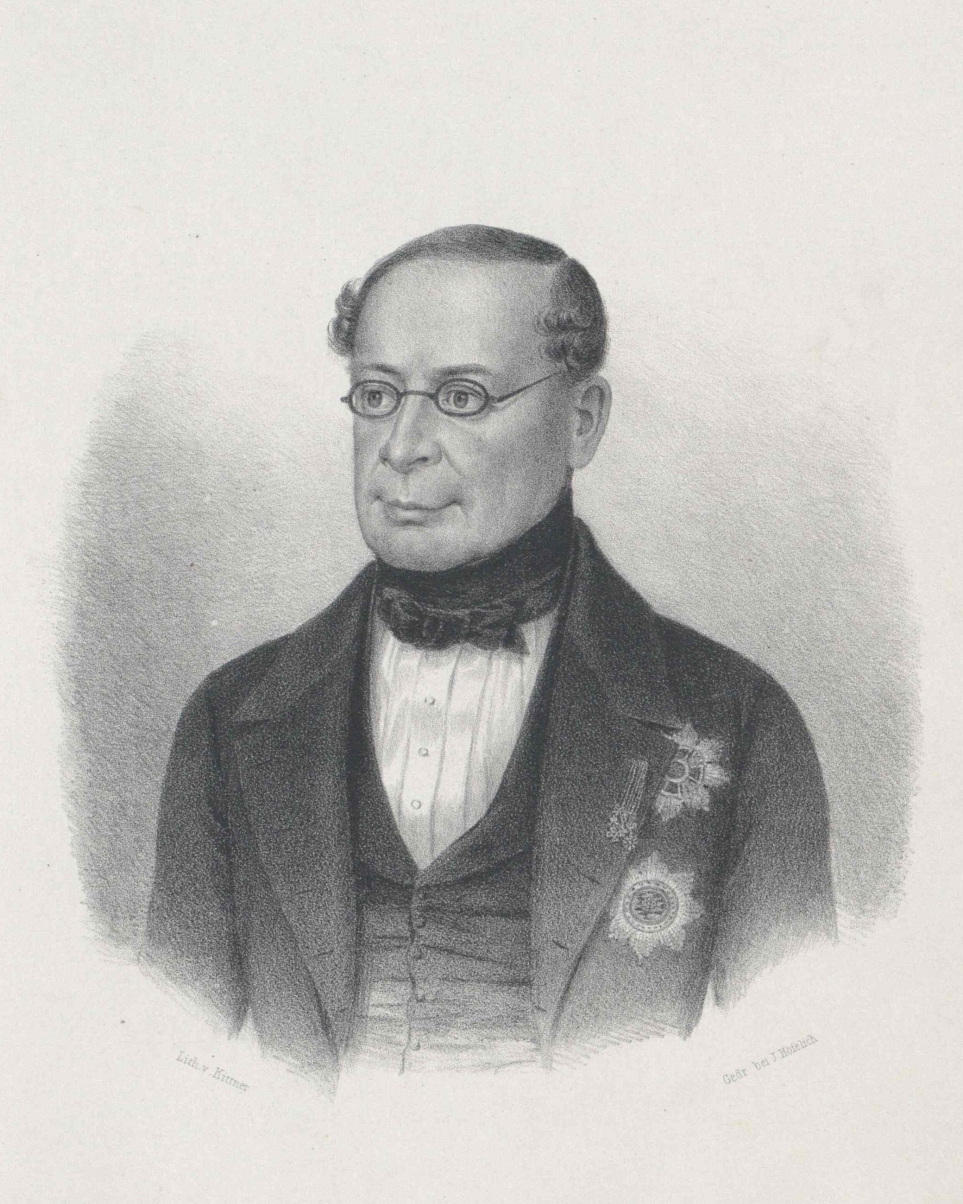
Moravský zemský hejtman Alois Ugarte mladší (1784–1845)

Ve dvou generacích na přelomu 18. a 19. století vzešly z rodu Ugartů významné osobnosti politiků. Mladší syn Jana Nepomuka, Alois Ludvík (1749–1817), označovaný jako Alois starší, byl dlouholetým zemským hejtmanem na Moravě (1787–1801) a později rakouským nejvyšším kancléřem (1803–1817). Přispěl také k rozšíření rodového majetku, když v roce 1798 ze statků zrušeného louckého kláštera koupil Kravsko a Přímětice. V Kravsku pak vzápětí nechal postavit klasicistní zámek. Součástí nákupu majetků louckého kláštera byl i soubor barokních soch, který je dnes umístěn v parku u nového zámku v Jevišovicích. Aloisův synovec Alois mladší (1784-1845) byl místodržitelem v Horním Rakousku (1827–1834) a stejně jako strýc zemským hejtmanem na Moravě (1834–1845). Po Aloisovi starším zdědil také Kravsko, které pak sňatkem dcery Louisy (1813–1887) přešlo na rod Chotků.

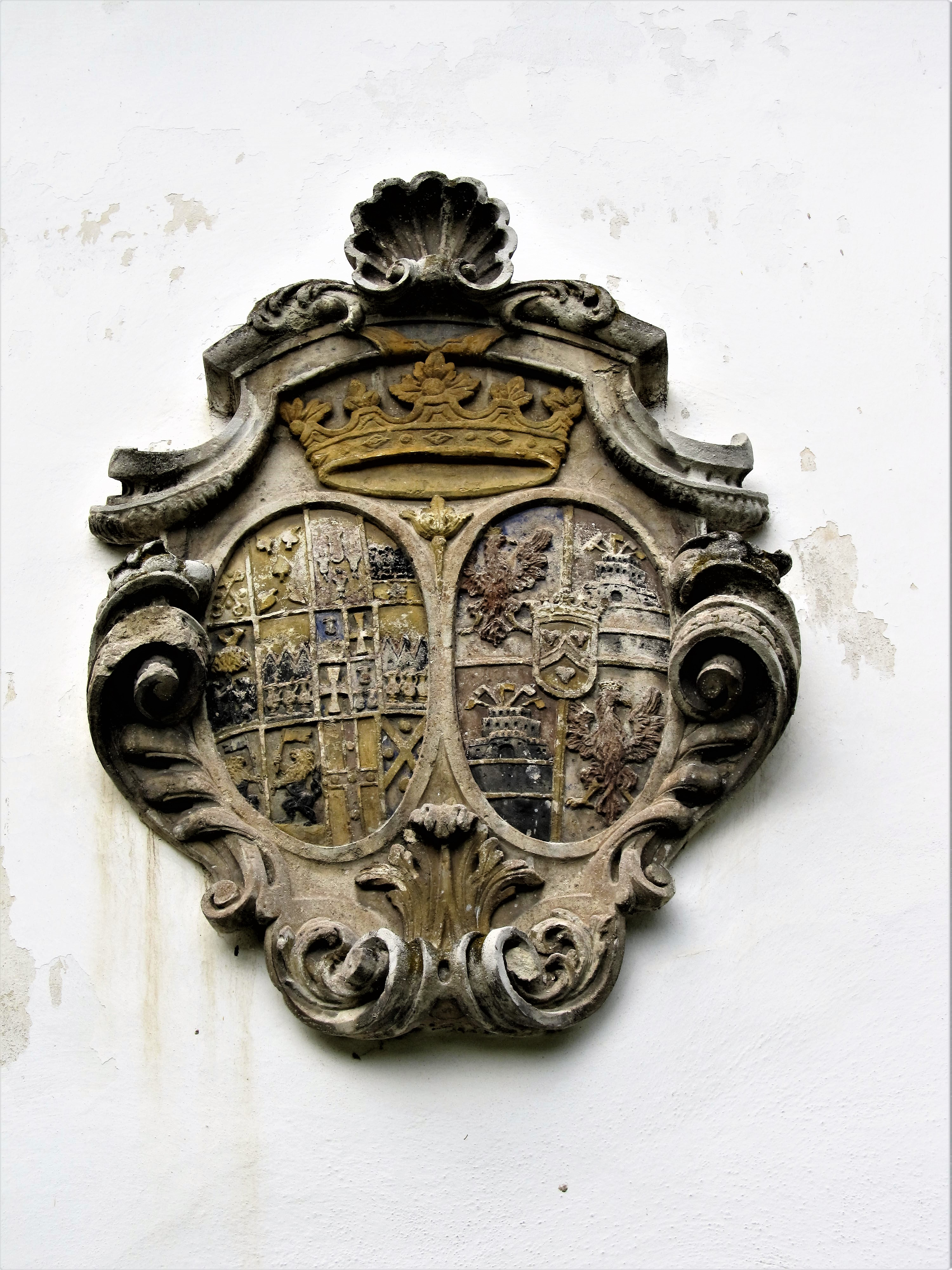
Alianční erb rodů Ugarte a Souches na sýpce v Jevišovicích

Ke koncentraci většího pozemkového majetku došlo za Maxmiliána Josefa (1781–1831), který po otci zdědil Jevišovice a po tetě Marii Anně, ovdovělé Hausperské z Fanalu (1737–1798), rozsáhlé panství Rosice u Brna, kde také později zemřel. Za Maxmiliána Josefa byl ve dvacátých letech 19. století postaven nový kostel v Jevišovicích, zasvěcený sv. Josefovi. Poslední významnou osobností rodu byl Maxmiliánův syn Josef (1804–1862), poslanec Moravského zemského sněmu a také starosta v Jevišovicích. Zemřel nešťastnou náhodou po pádu z koně, vášeň pro koně ale zdědil i jeho jediný syn Maxmilián (1851–1875). Ten spolu s dalšími šlechtici stál u zrodu Velké Pardubické, která se poprvé běžela v roce 1874, mimo jiné proslul i jako lidumil a zakladatel nadace pro chudinu z Jevišovic. Maxmilián Ugarte zemřel nečekaně v San Remu 3. února 1875 ve věku 23 let a jím rod vymřel. Jevišovický velkostatek zdědily rovným dílem jeho sestry, které se podělily o užívání starého a nového zámku v Jevišovicích. Protože ale obě sestry i jejich manželé vedli nákladný společenský život, Jevišovice nakonec skončily v dražbě a v roce 1897 je za dva a půl miliónu zlatých koupil vídeňský bankéř Robert Biedermann. Historie rodu končí úmrtím Maxmiliánovy starší sestry Gabriely, provdané Lovatelli, která zemřela v Rakousku v roce 1935 ve věku 86 let.
Rodová hrobka Ugartů se nachází na hřbitově v Jevišovicích. Architektonicky jednoduchá klasicistní stavba pochází pravděpodobně z počátku 19. století a dodnes slouží jako hřbitovní kaple.

## Významné osobnosti rodu

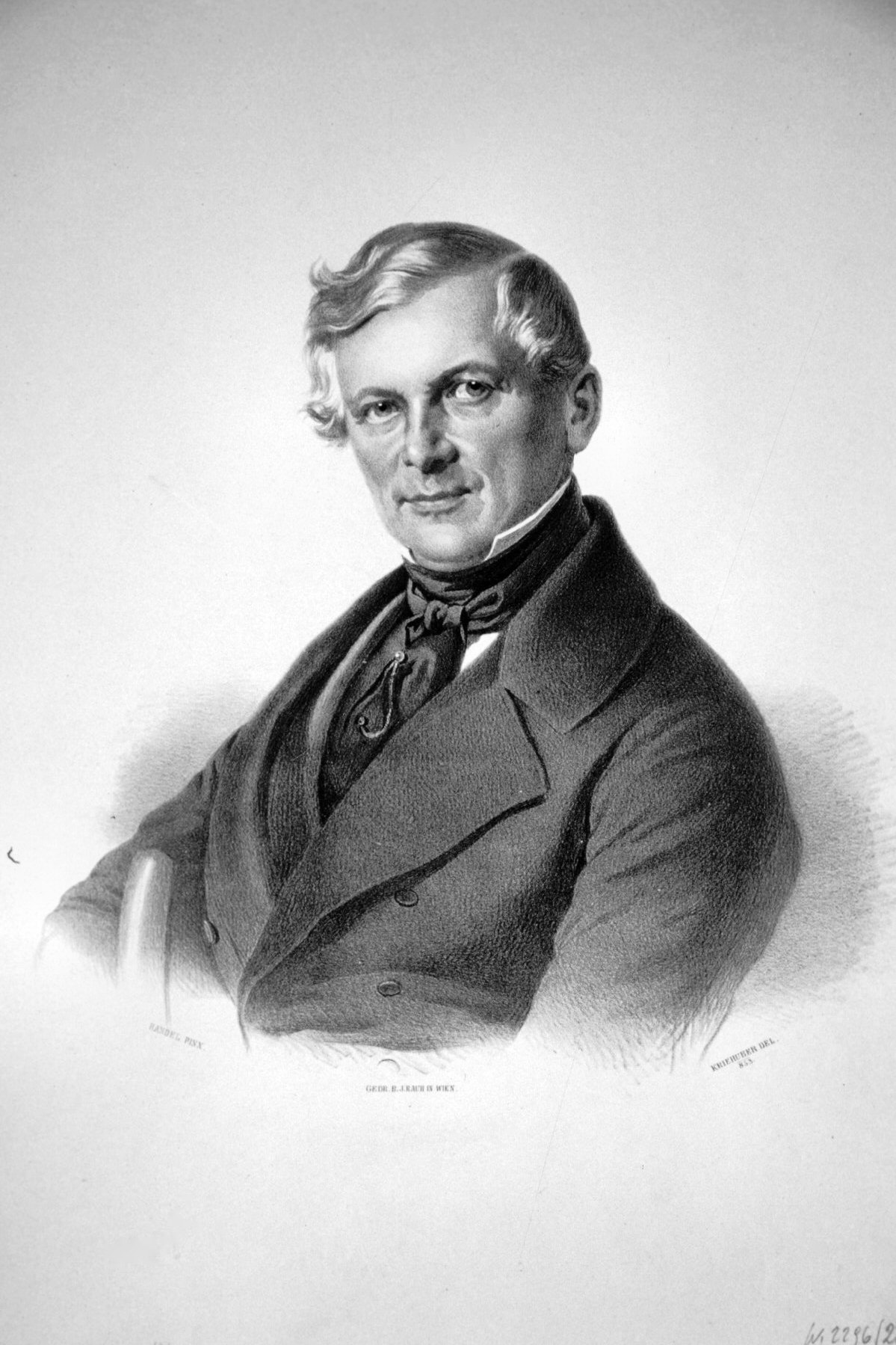
Josef Ugarte, poslanec Moravského zemského sněmu a starosta v Jevišovicích

- Alois starší Ugarte (1749-1817)
- Alois mladší Ugarte (1784-1845)
- Josef Ugarte
- Terezie Eleonora z Ugarte

## Pojmenováno po Ugartech
Dnešní Václavská ulice v Brně nesla více než sto let název Ugartova (1844–1946). Jako Ugartova byla až do roku 1942 pojmenována i ulice v Brně-Králově Poli, která původně tvořila vesnici Ugartov. Jméno moravského zemského hejtmana Aloise Ugarta má i ulice v Příměticích, které patřily k panství Kravsko. Přítomnost rodu na jižní Moravě připomíná i Ugartův palác ve Znojmě (nárožní dům na Horním náměstí čp. 9).

## Přehled majetku rodu v Čechách a na Moravě

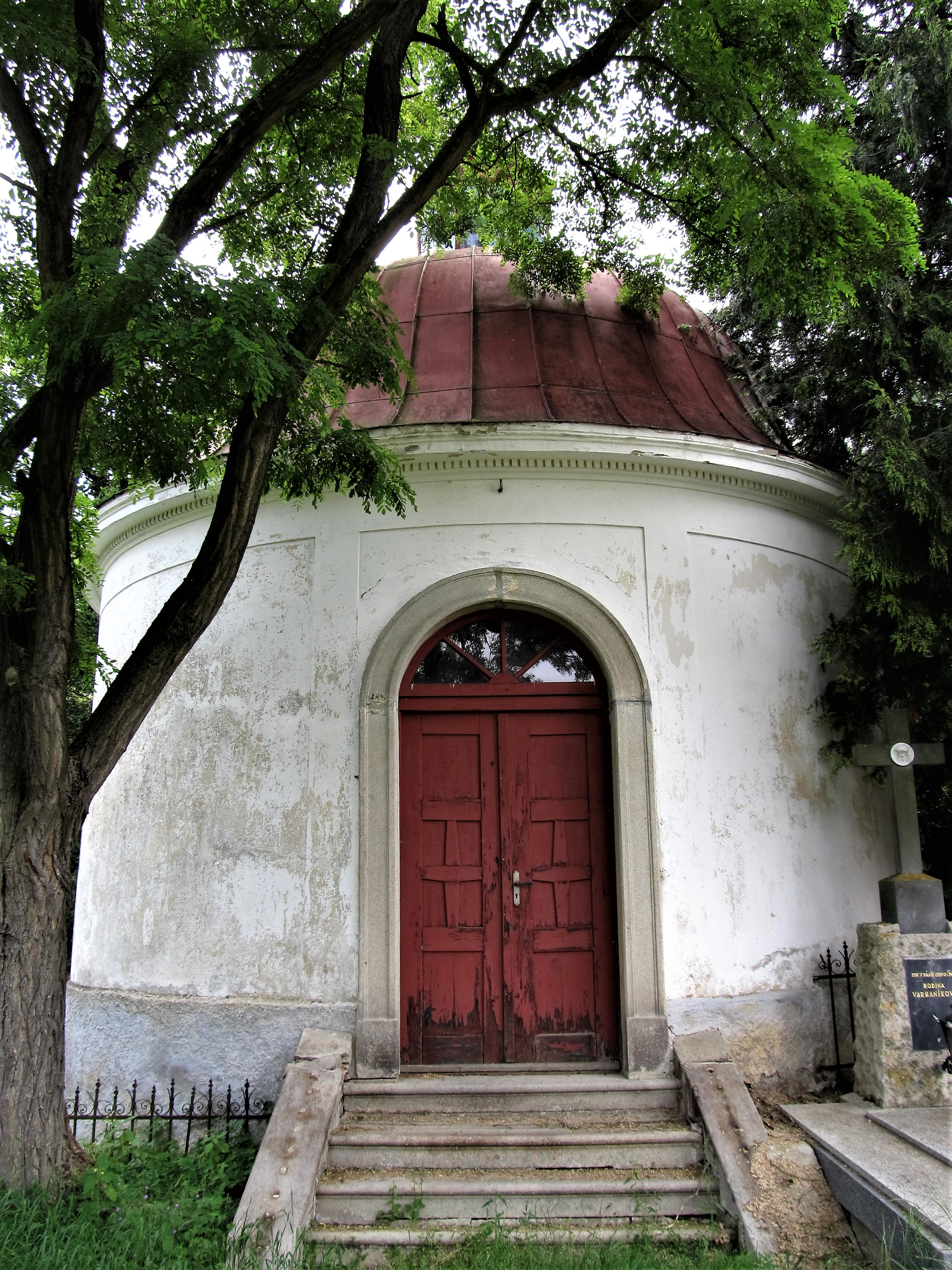
Rodová hrobka v Jevišovicích

- Budíškovice (1662–1678)
- Jevišovice (1743–1897)
- Kravsko (1798–1850)
- Rosice (1798–1844)
- Velké Meziříčí (1676–1735)